# COSMO-Skymed
COSMO-SkyMed (Constellation of small Satellites for Mediterranean basin Observation) ist ein italienisches Satellitenprogramm. Die erste Generation besteht aus vier Satelliten, die – um 90° versetzt – die Erde in einer Höhe von rund 620 Kilometern auf einer sonnensynchronen Bahn umkreisen. Die Radardaten sollen sowohl der zivilen Erdbeobachtung als auch der militärischen Aufklärung des Mittelmeerraums dienen. Die zweite Generation wird ebenfalls aus vier Satelliten bestehen.

## Nutzlast
Die Satelliten tragen ein bildgebendes X-Band-Synthetic Aperture Radar (SAR), das auch die Polarisation der Rückstreuung auswertet (Multipolarimetrie). Die Antenne ist elektronisch schwenkbar. Beim Überflug kann sie aus einem Streifen von ca. 1500 Kilometer Breite je nach SAR-Modus eine Schwadbreite von 10 bis 500 Kilometer erfassen. Im Spotmode bildet sie eine Fläche von zehn mal zehn Kilometern bei ziviler Nutzung mit einer Auflösung von einem Meter ab. Durch Radarinterferometrie messen zwei dicht beieinander fliegende Satelliten das Bodenprofil der Erde mit einer Genauigkeit von bis zu acht Metern. Die Satelliten sind mit GPS-Empfängern ausgestattet. Auch ohne Passpunkte lassen sich die Bilder auf 15 Meter genau auf der Erde lokalisieren.
Bei einem Satelliten beträgt die Zeit bis zum Überflug einer ausgewählten Region fast drei Tage. Bei vier Satelliten reduziert sie sich auf zwölf Stunden. Daten werden mit einer Rate von 310 Mbps zur Bodenstation übertragen. Pro Tag können mehr als 200 Bilder für zivile Anfragen bereitgestellt werden.

## Satelliten
Den ersten 1900 kg schweren COSMO-SkyMed Satellit COSMO 1 mit der NORAD-Kennung 31598 brachte eine Delta-7420-10C-Rakete von der Vandenberg Air Force Base aus am 8. Juni 2007 ins All. Der zweite Satellit COSMO 2 startete am 9. Dezember ebenfalls mit einer Delta-7420-10C von Vandenberg und der dritte Satellit COSMO 3 am 25. Oktober 2008.
COSMO 4, der vierte und letzte COSMO-SkyMed-Satellit, wurde am 6. November 2010 vom Vandenberg Air Force Base Space Launch Complex 2 West mit einer Delta-7420-10-Rakete in einen sonnensynchronen Orbit gebracht.
Der erste Start eines COSMO-SkyMed-Satelliten der zweiten Generation (CSG - COSMO-SkyMed Second Generation) fand Ende 2019 statt.
| Satellit | Startdatum (UTC)        | NSSDC-ID  | Trägerrakete      | Startrampe   | Bemerkung |
| -------- | ----------------------- | --------- | ----------------- | ------------ | --------- |
| COSMO 1  | 8. Juni 2007 02:34      | 2007-023A | Delta-7420-10C    | VAFB SLC-2W  | Erfolg    |
| COSMO 2  | 9. Dezember 2007 02:31  | 2007-059A | Delta-7420-10C    | VAFB SLC-2W  | Erfolg    |
| COSMO 3  | 25. Oktober 2008 02:28  | 2008-054A | Delta-7420-10C    | VAFB SLC-2W  | Erfolg    |
| COSMO 4  | 6. November 2010 02:20  | 2010-060A | Delta-7420-10C    | VAFB SLC-2W  | Erfolg    |
| CSG 1    | 18. Dezember 2019 08:54 | 2019-092A | Sojus-2.1b/Fregat | CSG ELS      | Erfolg    |
| CSG 2    | 31. Januar 2022 23:11   | 2022-008A | Falcon 9 Block 5  | CCSFS SLC-40 | Erfolg    |
| CSG 3    | frühestens 2026         |           | Vega-C            | CSG ELV      | geplant   |
| CSG 4    |                         |           | Vega-C            | CSG ELV      | geplant   |

## Vertrieb
Das italienische Unternehmen e-Geos Earth Observation Satellite Services Company, ein Tochterunternehmen der Telespazio (80 %) und ASI, vermarktet die Radarbilder. Es ist auch Zwischenhändler für Aufnahmen der optischen Satelliten GeoEye-1, IKONOS, QuickBird, WorldView-1 und WorldView-2.
Cosmo-SkyMed wird von den italienischen Ministerien für Forschung und Verteidigung finanziert.